# Genalguacil

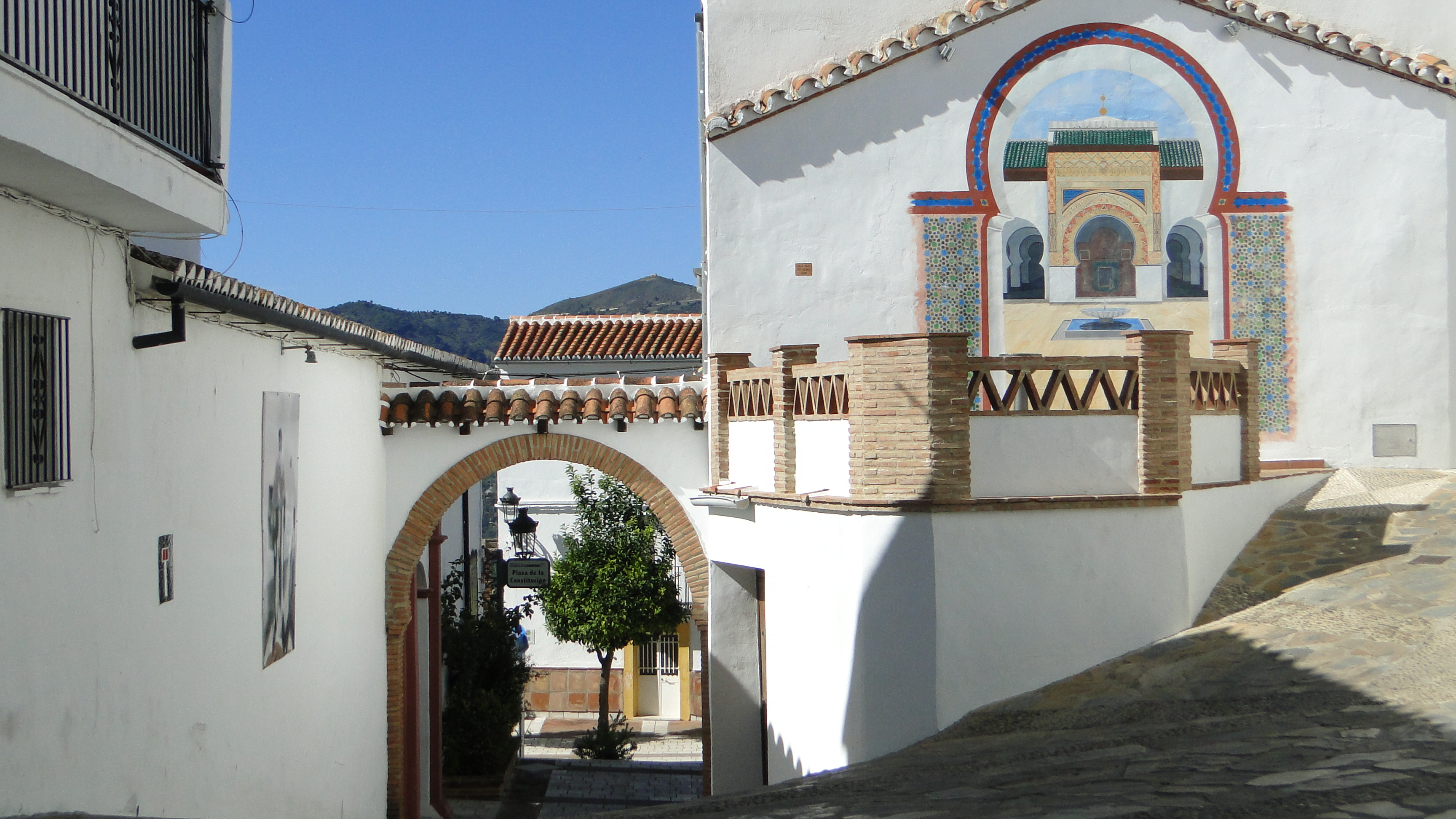
Ortsbild mit illusionistischem Wandgemälde

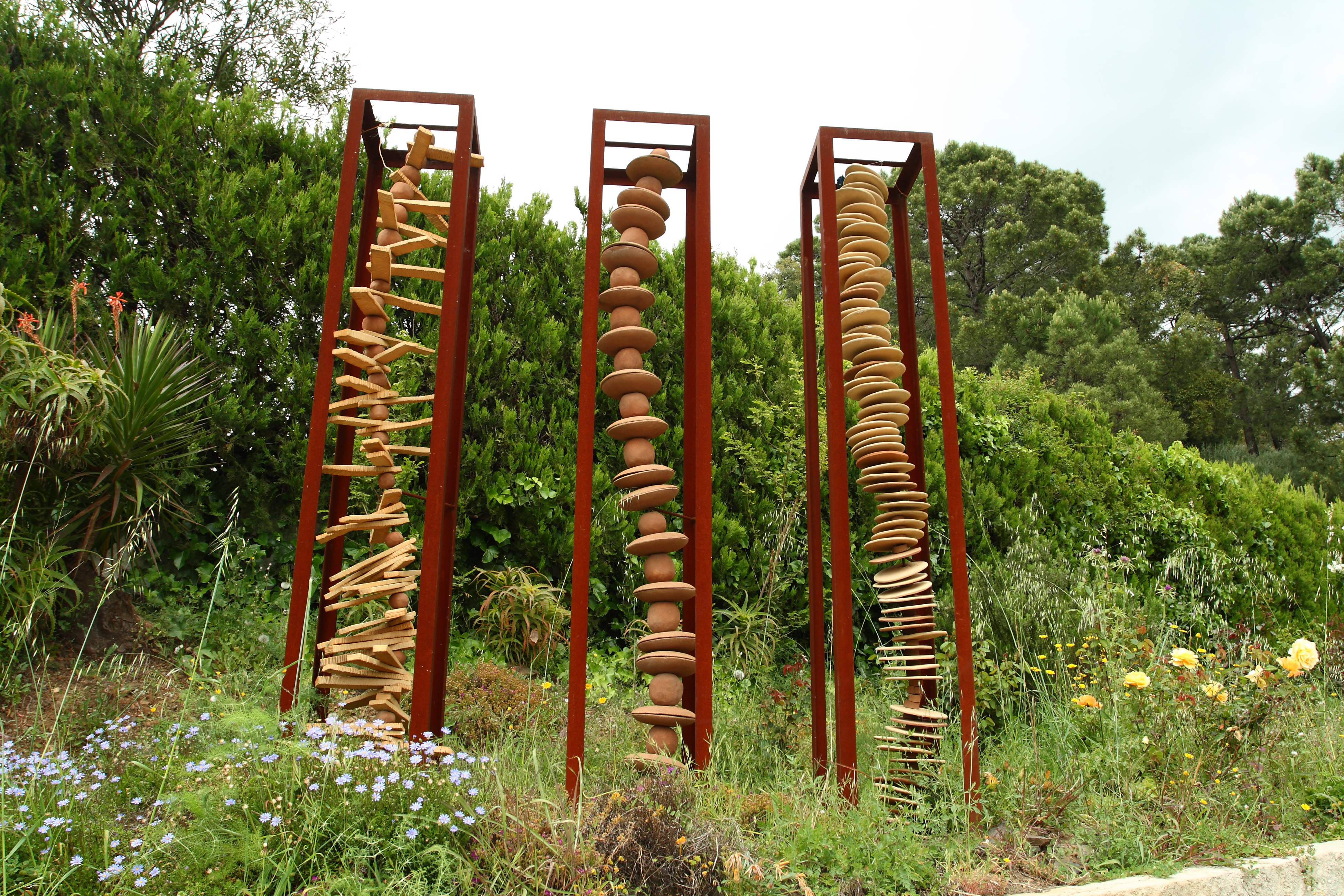
Modernes Kunstwerk

Genalguacil ist ein südspanischer Ort und eine Gemeinde (municipio) mit nur noch 397 Einwohnern (Stand: 2024) in der Provinz Málaga in der autonomen Gemeinschaft Andalusien.

## Lage und Klima
Der Ort Genalguacil liegt an einem Hang in den zerklüfteten und bewaldeten Bergen im Süden der Serranía de Ronda ca. 3 km östlich des Río Genal in einer Höhe von ca. 500 m. Die Stadt Ronda ist ca. 47 km (Fahrtstrecke) in nördlicher Richtung entfernt; die Küstenstadt Estepona befindet sich ca. 33 km südlich. Das Klima ist gemäßigt bis warm; Regen (ca. 785 mm/Jahr) fällt überwiegend im Winterhalbjahr.

## Bevölkerungsentwicklung
| Jahr      | 1857  | 1900  | 1950  | 2000 | 2020 |
| Einwohner | 1.539 | 1.193 | 1.331 | 561  | 383  |

Die Mechanisierung der Landwirtschaft, die Aufgabe bäuerlicher Kleinbetriebe (Höfesterben) und die daraus resultierende Arbeitslosigkeit auf dem Lande haben seit den 1950er Jahren zu einem immer noch anhaltenden Bevölkerungsschwund geführt (Landflucht).

## Wirtschaft
Der Ort und seine Bevölkerung sind traditionell von der Landwirtschaft abhängig. Angebaut werden Getreide, Wein, Oliven und Gemüsepflanzen wie Bohnen, Kichererbsen und Erbsen; traditionell spielen auch Esskastanien eine wichtige Rolle. Die umliegenden Wälder gestatteten die Herstellung von Holzkohle. Im 18. Jahrhundert erlebten viele Bergdörfer einen wirtschaftlichen Aufschwung, der vor allem auf die illegale Wein- und Schnapsherstellung zurückzuführen war. In den 1960er Jahren begann man mit der Entwicklung des Tourismus in Form der Vermietung von Ferienwohnungen (casas rurales).

## Geschichte
Auf dem Gemeindegebiet wurde kleine Mahlsteine gefunden, die den Phöniziern oder der Zeit der frühen griechischen Mittelmeer-Kolonisation zugerechnet werden. Um das Jahr 715 n. Chr. gründeten Angehörige eines Berberstamms den Ort, dem sie den Namen Genna-Alwacir („Garten des Wesir“) gaben. Aus der Zeit der Mauren stammen auch die ersten landwirtschaftlichen Nutzflächen, die mit Hilfe der reichlich vorhandenen Wasserquellen bewässert werden konnten. Um das Jahr 1485 wurde das umliegende Gebiet von den Christen zurückerobert (reconquista). Der Aufstand der Morisken in den Alpujarras und in der Serranía de Ronda (1570) und deren anschließende Vertreibung führte zur Entvölkerung der Ortschaften, die durch die Neuansiedlung von Christen nur teilweise ausgeglichen werden konnte.

## Sehenswürdigkeiten
- Die dreischiffige Iglesia San Pedro Mártir de Verona ist dem Dominikaner-Heiligen Petrus von Verona geweiht, der im Jahr 1252 ermordet wurde. Ihr heutiges Erscheinungsbild mit einem Glockenturm-Aufsatz über dem Giebel der Fassade stammt aus dem 18. Jahrhundert. Über dem Mittelschiff befindet sich ein offener Dachstuhl; die beiden Seitenschiffe haben Kreuzgratgewölbe.
- Im Jahr 1994 begann eine alle zwei Jahre stattfindende Freiluft-Ausstellung moderner Kunstwerke. Einige Objekte verbleiben anschließend im Ort und werden im Museo de Arte Contemporáneo gezeigt.